# Tapura cubensis
Tapura cubensis är en tvåhjärtbladig växtart. Tapura cubensis ingår i släktet Tapura och familjen Dichapetalaceae.

## Underarter
Arten delas in i följande underarter:
- T. c. cubensis
- T. c. minor
- T. c. obovata